# Serie B 2012 (canoa polo maschile)
La serie B 2012 è stata la terza divisione del Campionato italiano maschile di canoa polo 2012. Le squadre erano divise in 5 gironi all'italiana. Al termine della regular season le migliori due squadre classificate di ogni si sono sfidate in due gironi all'italiana al termine dei quali le prime due classificate sono state promosse in A1. I play-off si sono tenuti a San Miniato il 14/15 luglio per le squadre provenienti dai gironi A, B e la prima classificata del C, mentre a Siracusa il 21/22 luglio riguardavano la seconda del girone C e le prime due di D ed E.

## Stagione regolare

### Girone A
Per mancanza di dati la classifica seguente è aggiornata al solo girone d'andata.
|  |    | Classifica 2012              | Pti | G | V | N | P | GF | GS | DR  |
|  | -- | ---------------------------- | --- | - | - | - | - | -- | -- | --- |
|  | 1. | Sestri sul Mare              | 21  | 7 | 7 | 0 | 0 | 65 | 9  | 56  |
|  | 2. | ARCI BM Lerici B             | 18  | 7 | 6 | 0 | 1 | 23 | 10 | 13  |
|  | 3. | Società Sportiva Murcarolo B | 15  | 7 | 5 | 0 | 2 | 35 | 12 | 23  |
|  | 4. | Pro Scogli Chiavari B        | 9   | 7 | 3 | 0 | 4 | 32 | 26 | 6   |
|  | 5. | Canoa Club Ferrara B         | 8   | 7 | 2 | 2 | 3 | 17 | 25 | -8  |
|  | 6. | Canoa Club Bologna B         | 7   | 7 | 2 | 1 | 4 | 18 | 29 | -11 |
|  | 7. | CC Firenze B                 | 4   | 7 | 1 | 1 | 5 | 19 | 38 | -19 |
|  | 8. | Canottieri Pisa B            | 0   | 7 | 0 | 0 | 7 | 2  | 62 | -60 |

### Girone B
|  |    | Classifica 2012         | Pti | G  | V  | N | P  | GF  | GS | DR  |
|  | -- | ----------------------- | --- | -- | -- | - | -- | --- | -- | --- |
|  | 1. | CCPC Milano             | 36  | 12 | 12 | 0 | 0  | 115 | 13 | 102 |
|  | 2. | Canoa San Giorgio B     | 23  | 12 | 7  | 2 | 3  | 41  | 16 | 25  |
|  | 3. | Gruppo Canoe Polesine B | 20  | 12 | 6  | 2 | 4  | 41  | 36 | 5   |
|  | 4. | Idroscalo Club B        | 14  | 12 | 4  | 2 | 6  | 27  | 33 | -6  |
|  | 5. | Canoe Rovigo            | 14  | 12 | 4  | 2 | 6  | 30  | 54 | -24 |
|  | 6. | CMM Nazario Sauro       | 13  | 12 | 3  | 4 | 5  | 20  | 37 | -17 |
|  | 7. | CUS Udine               | 0   | 12 | 0  | 0 | 12 | 15  | 91 | -76 |

### Girone C
|  |    | Classifica 2012              | Pti | G  | V  | N | P  | GF  | GS  | DR  |
|  | -- | ---------------------------- | --- | -- | -- | - | -- | --- | --- | --- |
|  | 1. | SS Lazio Canoa Polo          | 36  | 12 | 12 | 0 | 0  | 112 | 18  | 94  |
|  | 2. | Società Canottieri Ichnusa B | 28  | 12 | 9  | 1 | 2  | 92  | 21  | 71  |
|  | 3. | Asd SNAP                     | 23  | 12 | 7  | 2 | 3  | 64  | 35  | 29  |
|  | 4. | 4 Mori Canoa Kayak           | 19  | 12 | 6  | 1 | 5  | 59  | 49  | 10  |
|  | 5. | TK Sardegna B                | 9   | 12 | 3  | 0 | 9  | 33  | 70  | -37 |
|  | 6. | Mariner CC C                 | 6   | 12 | 2  | 0 | 10 | 20  | 109 | -89 |
|  | 7. | LNI San Benedetto            | 3   | 12 | 1  | 0 | 11 | 21  | 99  | -78 |

- La Canottieri Ichnusa ha rinunciato al diritto di partecipare ai play-off e perciò vi è andato lo SNAP.

### Girone D
|  |    | Classifica 2012     | Pti | G  | V  | N | P  | GF | GS | DR  |
|  | -- | ------------------- | --- | -- | -- | - | -- | -- | -- | --- |
|  | 1. | Mariner CC B        | 33  | 12 | 11 | 0 | 1  | 64 | 15 | 49  |
|  | 2. | CKC Maiori          | 26  | 12 | 8  | 2 | 2  | 52 | 33 | 19  |
|  | 3. | Canoa Club Napoli B | 26  | 12 | 8  | 2 | 2  | 44 | 31 | 13  |
|  | 4. | LNI Taranto         | 19  | 12 | 6  | 1 | 5  | 40 | 49 | -9  |
|  | 5. | Gruppo Canoe Roma B | 9   | 12 | 3  | 0 | 9  | 24 | 41 | -17 |
|  | 6. | CUS Bari B          | 7   | 12 | 2  | 1 | 9  | 31 | 46 | -15 |
|  | 7. | Master Line         | 3   | 12 | 1  | 0 | 11 | 17 | 57 | -40 |

- Maiori e Napoli rifiutano la possibilità di partecipare ai play-off.

### Girone E
|  |    | Classifica 2012         | Pti | G  | V  | N | P  | GF  | GS  | DR   |
|  | -- | ----------------------- | --- | -- | -- | - | -- | --- | --- | ---- |
|  | 1. | Pol. Canottieri Catania | 35  | 14 | 11 | 2 | 1  | 101 | 27  | 74   |
|  | 2. | KST Siracusa B          | 35  | 14 | 11 | 2 | 1  | 83  | 22  | 61   |
|  | 3. | Polisportiva Aci Trezza | 33  | 14 | 11 | 0 | 3  | 68  | 32  | 36   |
|  | 4. | Pol. Nautica Katana B   | 21  | 14 | 7  | 0 | 7  | 68  | 43  | 25   |
|  | 5. | Canoa Polo Ortigia B    | 15  | 14 | 5  | 0 | 9  | 52  | 59  | -7   |
|  | 6. | CN Marina San Nicola B  | 14  | 14 | 4  | 2 | 8  | 43  | 65  | -22  |
|  | 7. | Sport Club Ognina B     | 10  | 14 | 3  | 1 | 10 | 38  | 77  | -39  |
|  | 8. | Gruppo Sportivo Catania | 1   | 14 | 0  | 1 | 13 | 25  | 153 | -128 |

- L'Aci Trezza partecipa ai play-off in sostituzione della seconda squadra del girone D.

## Play-Off

### Raggruppamento Nord
|  |    | Classifica 2012     | Pti | G | V | N | P | GF | GS | DR  |
|  | -- | ------------------- | --- | - | - | - | - | -- | -- | --- |
|  | 1. | Sestri sul Mare     | 12  | 4 | 4 | 0 | 0 | 16 | 6  | 10  |
|  | 2. | CCPC Milano         | 9   | 4 | 3 | 0 | 1 | 10 | 6  | 4   |
|  | 3. | SS Lazio Canoa Polo | 6   | 4 | 2 | 0 | 2 | 20 | 9  | 11  |
|  | 4. | ARCI BM Lerici B    | 3   | 4 | 1 | 0 | 3 | 9  | 20 | -11 |
|  | 5. | Canoa San Giorgio B | 0   | 4 | 0 | 0 | 4 | 4  | 18 | -14 |

### Raggruppamento Sud
|  |    | Classifica 2012         | Pti | G | V | N | P | GF | GS | DR |
|  | -- | ----------------------- | --- | - | - | - | - | -- | -- | -- |
|  | 1. | Pol. Canottieri Catania | 12  | 4 | 4 | 0 | 0 | ?  | ?  | ?  |
|  | 2. | Mariner CC B            | 9   | 4 | 3 | 0 | 1 | ?  | ?  | ?  |
|  | 3. | KST Siracusa B          | 6   | 4 | 2 | 0 | 2 | ?  | ?  | ?  |
|  | 4. | Polisportiva Aci Trezza | 3   | 4 | 1 | 0 | 3 | ?  | ?  | ?  |
|  | 5. | Asd SNAP                | 0   | 4 | 0 | 0 | 4 | ?  | ?  | ?  |